# Брендон Рой
Брендон Двейн Рой (англ. Brandon Dawayne Roy; 23 липня 1984, Сієтл, Вашингтон) — професійний американський баскетболіст. Протягом 2006—2011 виступав за клуб «Портленд Трейл-Блейзерс» під 7 номером. Перед початком сезону 2011-12 завершив кар'єру, через рік — повернувся у НБА. Виступає за клуб «Міннесота Тімбервулвз» під 3 номером. Позиція — атакувальний захисник.
Вибраний на драфті 2006 під 6 загальним номером клубом «Міннесота Тімбервулвз». У дебютному сезоні був визнаний новачком року НБА. Перехід Зака Рендольфа, який був капітаном, в «Нью-Йорк Нікс» значно підвищив значення Роя у команді.
Про перевагу Роя над іншими гравцями, котрі розпочали свої виступи в НБА у той же час, свідчить те, що зі 128 голосів за звання найкращого новачка він одержав 127. При цьому Рой за сезон вийшов на майданчик лише у 57 іграх, що є другим найменшим показником в історії серед усіх, хто одержував цю нагороду.
У сезоні 2007-08 був обраний запасним на гру всіх зірок НБА. У цій грі йому вдалось записати у свій актив 18 очок (ніхто в команді не набрав більше) та 9 підбирань.
У сезоні 2008-09 посів 9 місце в голосуванні за звання найціннішого гравця регулярної першості. 13 квітня 2009 був вчетверте обраний гравцем тижня. Рой став другим гравцем в історії команди, який записав у свій актив таке досягнення.
Перед початком сезону 2011-12 Рой заявив про завершення спортивної кар'єри через проблеми з колінами.
У червні 2012 Рой заявив про свої плани повернутись у НБА. 1 липня 2012 Рой повернувся у ролі вільного агента. 31 липня 2012 Брендон Рой підписав контракт із «Тімбервулвз». Рой взяв участь у 5 іграх регулярної першості, після чого через проблеми з правим коліном переніс операцію.

### Статистика кар'єри в НБА

#### Регулярний сезон
| Сезон            | Команда                 | GP  | GS  | MPG  | FG%  | 3P%  | FT%  | RPG | APG | SPG | BPG | PPG  |
| ---------------- | ----------------------- | --- | --- | ---- | ---- | ---- | ---- | --- | --- | --- | --- | ---- |
| 2006–07          | Портленд Трейл-Блейзерс | 57  | 55  | 35.4 | .456 | .377 | .838 | 4.4 | 4.0 | 1.2 | .2  | 16.8 |
| 2007–08          | Портленд Трейл-Блейзерс | 74  | 74  | 37.7 | .454 | .340 | .753 | 4.7 | 5.8 | 1.1 | .2  | 19.1 |
| 2008–09          | Портленд Трейл-Блейзерс | 78  | 78  | 37.2 | .480 | .377 | .824 | 4.7 | 5.1 | 1.1 | .3  | 22.6 |
| 2009–10          | Портленд Трейл-Блейзерс | 65  | 65  | 37.2 | .473 | .330 | .780 | 4.4 | 4.7 | .9  | .2  | 21.5 |
| 2010–11          | Портленд Трейл-Блейзерс | 47  | 23  | 27.9 | .400 | .333 | .848 | 2.6 | 2.7 | .8  | .3  | 12.2 |
| 2012–13          | Міннесота Тімбервулвз   | 5   | 5   | 24.4 | .314 | .000 | .700 | 2.8 | 4.6 | .6  | .0  | 5.8  |
| Кар'єра          |                         | 326 | 300 | 35.5 | .459 | .348 | .800 | 4.3 | 4.7 | 1.0 | .2  | 18.8 |
| Матчі всіх зірок |                         | 2   | 0   | 30.0 | .833 | .667 | .000 | 7.0 | 5.0 | .5  | .5  | 16.0 |

#### Плей-оф
| Сезон   | Команда                 | GP | GS | MPG  | FG%  | 3P%  | FT%  | RPG | APG | SPG | BPG | PPG  |
| ------- | ----------------------- | -- | -- | ---- | ---- | ---- | ---- | --- | --- | --- | --- | ---- |
| 2009    | Портленд Трейл-Блейзерс | 6  | 6  | 39.7 | .459 | .471 | .870 | 4.8 | 2.8 | 1.3 | 1.2 | 26.7 |
| 2010    | Портленд Трейл-Блейзерс | 3  | 1  | 27.7 | .303 | .167 | .778 | 2.3 | 1.7 | .0  | .0  | 9.7  |
| 2011    | Портленд Трейл-Блейзерс | 6  | 0  | 23.0 | .500 | .286 | .615 | 2.1 | 2.8 | .2  | .0  | 9.3  |
| Кар'єра |                         | 15 | 7  | 30.6 | .442 | .326 | .809 | 3.3 | 2.6 | .5  | .6  | 16.3 |